# Ivan Feodor Aminoff
Ivan Feodor Aminoff, född den 6 mars 1797 i Stockholm, död den 4 april 1855 i Malmö, var en svensk militär. Han var sonson till Carl Mauritz Aminoff, måg till Johan Georg De la Grange, morfar till Nils Barck och farfar till Gregor Aminoff.
Aminoff blev kadett vid krigsakademien på Karlberg 1810 och avlade avgångsexamen där 1814. Han blev fänrik vid Svea livgarde 1814 och löjtnant där 1819. Aminoff blev ordonnansofficer hos kungen 1822, kammarherre 1827 och adjutant hos kungen 1833. Han befordrades till kapten i armén 1824, i regementet 1825, stabskapten vid regementet 1827, och till major i armén 1836, i regementet 1846, andre major vid regementet 1847. Aminoff blev överste och chef för Södra skånska infanteriregementet 1850. Han blev riddare av Svärdsorden 1837. Aminoff vilar på Gamla kyrkogården i Malmö.